# Shane Viglione
Shane Joseph Viglione (ur. 18 sierpnia 1966) – australijski judoka.
Uczestnik mistrzostw świata w 1986 i 1989. Brązowy medalista mistrzostw Oceanii w 1988. Mistrz Australii w 1989 roku.